# Catedral de la Inmaculada Concepción (Concepción, Bolivia)
La catedral de la Inmaculada Concepción o simplemente catedral de Concepción es el nombre que recibe un edificio religioso afiliado a la Iglesia católica que se encuentra ubicado en la ciudad de Concepción en el departamento de Santa Cruz al este del país sudamericano de Bolivia.
El complejo abarca la catedral el campanario y la casa parroquial que fueron construidos por los jesuitas entre 1753 y 1756.  Fue declarada monumento nacional de Bolivia en 1950 y Patrimonio de la Humanidad por la Unesco en 1990.
El templo sigue el rito romano o latino y es la iglesia principal del Vicariato Apostólico de Ñuflo de Chávez (Apostolicus Vicariatus Niuflensis) que fue creado en 1951 mediante la bula "Ne sacri Pastores" del papa Pío XII.
Esta bajo la responsabilidad pastoral del obispo Bonifacio Antonio Reimann Panic.

## Véase también

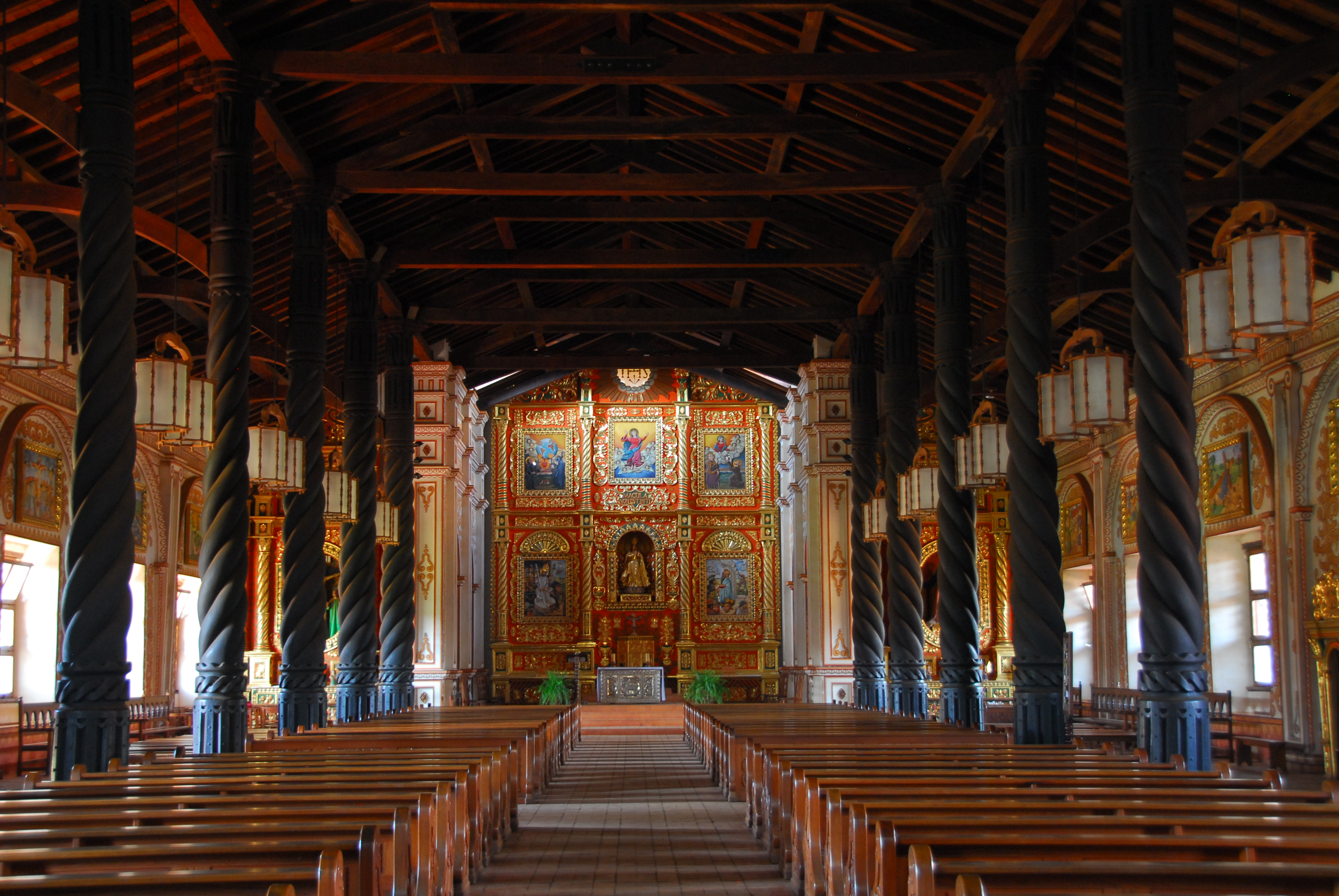
Vista interna